# سبدلو (شوي بانة)
سبدلو (بالفارسية: سبدلو) هي قرية تقع في إيران في البلدة المركزية. يقدر عدد سكانها بـ 1620 نسمة بحسب إحصاء 2016.